# 인민사원
그리스도의 제자들의 인민 사원(영어: Peoples Temple of the Disciples of Christ), 줄여서 인민사원(人民寺院, 영어: Peoples Temple)은 1954년 짐 존스 교주가 미국 인디애나주 인디애나폴리스에서 수립한 신흥 종교 단체로, 1978년 11월 18일 가이아나 존스타운에서 일어난 집단 자살로 널리 알려진 사이비 종교 집단이다.
짐 존스는 공산주의와 기독교 이념을 조합한 특유의 교리를 가지고 인종 평등을 강조하며 주로 경제적, 인종적 소수자들을 대상으로 교세를 확장하였다. 신도들은 '사회주의 낙원'을 형성하기 위하여 공동생활을 했으며, 이 공동체는 본래 캘리포니아에 기반을 두고 있다가 1960년대 매스미디어의 눈을 피해 가이아나로 집단이주하여 존스타운이라는 정착지를 세웠다. 1978년 11월 공동체 내의 인권침해 주장을 조사하기 위해 방문한 미 하원의원 리오 라이언을 총격으로 살해한 이후 짐 존스는 900명 이상의 신도들과 함께 집단자살했다.

## 역사

### 초기 역사
짐 존스는 성직자로서 전문적 기독교 신학 교육을 받지 않았던 평신도 봉사자였다. 1952년 경에 인디애나 주의 한 감리교회의 청년부 담당 지도자로 봉사하였으나 당시 인종문제에 대한 의견과 태도 문제로 교회에서 떠났다. 이후 <해방의 날개> 조직을 설립했고 후에 <인민사원 완전 복음 교회>로 이름을 변경했다. 그는 1964년 개신교, 회중교회 영향의 진보적인 소규모 교단인 <예수의 사도(Disciples of Christ)> 교단에 통합하면서 목사안수를 받았으나, 인민사원 조직의 규모가 커지며 교주로서 활동을 시작하자 이 교단에서 탈퇴하였고, 해당 교단의 목사 안수 자격을 상실했다.
설립 초기 존스의 인민사원은 백인 중심의 교회를 비판했고, 특히 당시 미국에서 백인과 흑인 함께 예배하도록 지지하며 흑인을 차별없이 받아 들이는 것으로 유명하여 흑인신도가 많았다. 이는 인종문제가 첨예하던 당시 시기에 사회적 관심을 받았으며, 동시에 공격을 받기도 하였다.

### 교세 확장
1965년 거점이었던 인디애나폴리스를 벗어나 핵공격으로부터 안전한 장소를 물색하기 위해 북부 캘리포니아로 세력을 옮겼다. 캘리포니아주의 유키아, 샌프란시스코, 로스앤젤레스 등지에서 존스는 기독교 공산주의 이념에 따라 흑인, 마약중독자, 노숙자 등 도시 빈민 계층 구호 활동으로 좋은 평판을 쌓았다. 무료 식당, 탁아소, 노인병원을 설립했고, 성매매 여성들과 마약중독자들을 위한 상담 프로그램도 제공했기 때문에, 샌프란시스코의 조지 모스콘 시장은 짐 존스를 도시 주택 사업 위원으로 위촉하기도 했다. 그러나 존스는 스스로를 예수, 아케나텐, 부처, 레닌, 신적인 존재(Divine)의 현신이라고 부르기 시작했고, 신도들은 존스를 "아버지(Dad)"라고 칭하며 그들이 사회 문제를 해결하고 있다고 믿었다. 또한, 존스는 신도들에게 파시즘, 인종간 전쟁, 핵전쟁이 올 것이라고 경고했다.

### 신도들의 폭로
하지만 1970년대부터 존스 인민사원을 가까스로 탈퇴한 사람들에 의해 인민사원의 실상이 폭로되기 시작했다. 존스가 신도들의 재산을 훔치고 있고, 그의 기적 치유는 조작이며, 신도들을 폭행하고, 이젠 스스로를 메시아라고 부르고 있다는 것이다. 폭로가 이어지자, 신문기자, 관계당국, 정치가들이 존스 교주의 인민사원 건물을 조사하기 시작했다. 짐 존스는 연설을 통해 탈퇴자들이 거짓 증언을 일삼고 있으며 바깥 세상이 자신들을 파멸시키려는 의도라고 주장했지만, 점점 더 많은 탈퇴신도들에 의해 인민사원에서 일어나는 폭행과 학대 사례가 폭로되었으며, 신도의 일가친척들은 존스가 신도들의 탈퇴를 신도의 의지에 반하여 폭력으로 봉쇄하고 있다고 주장했다.

### 가이아나의 존스타운

#### 강제노동
미국내의 언론과 정치권에서 이상기류를 감지한 존스는 일천 명의 신도들을 이끌고 가이아나의 정글 속으로 거점을 옮겼다. 만일의 사태에 대비해 가이아나에 100만 달러에 사놓은 땅이었기에 1974년 소규모로 이동했고, 1977년 가이아나 정부의 허락 하에 대규모 이주(어린아이 포함)가 시작되었다. 신도들에게는 바깥 세상의 사악함이 존재하지 않는 열대의 낙원이라고 했지만 가이아나에 도착했을 때 그들은 존스의 명령 하에 강제노동을 해야 하는 인권침해를 당했고, 모두 함께 존스타운을 건설해야 했다. 신도들은 일주일에 6일, 오전 6시 반부터 오후 6시까지 일했으며 하루 작업이 끝나면 사회주의 교육이나 공산권 뉴스에 대한 존스의 '논평' 등을 공부하는 시간을 가졌다. 존스는 이 일정을 북한의 시스템과 비교했는데 이로부터 영향을 받은 것으로 보인다. 일부 신도들은 이곳의 생활에 염증을 느끼기 시작했으나 탈출에 관한 위협과 억압적인 상호감시 체제로 인해 아무도 탈출할 수 없었다.

#### 방문 조사단 살해
1978년 미국 하원의원 리오 라이언이 신도학대 사건 신고를 받고 조사차 가이아나의 존스타운을 방문했는데, 당시 신도들은 행복하게 사는 것처럼 행동했지만 이들이 짓는 웃음은 너무 어색했다. 처음엔 라이언 의원도 그들이 좋은 환경에서 살아가는 것처럼 보이는 행동에 속아 넘어갔지만, 현지 생활에 불만을 가진 버논 고스니(전 하와이 주 경찰관, 1953~2021)라는 신도가 조사단 중 한명에게 쪽지를 전하면서 정착촌의 실상을 깨닫는다. 실제로 조사 중에 많은 신도들이 리오 의원과 함께 떠나기를 원하였다. 존스는 라이언 의원이 귀국 뒤 미국 정부에 실상 보고는 불 보듯 뻔하다고 생각하여, 인민사원 신도인 경비들을 보내어 떠나려는 의원 30여명의 일행(귀국 희망 정착민 포함)에게 총을 난사했다. 이 결과로 리오 라이언 의원, 세 명의 NBC방송국 기자, 한 명의 신도가 그 자리에서 목숨을 잃었다. 조사단 중 한 사람은 수로와 정글로 몸을 숨겨서 겨우 목숨을 건졌다.

### 집단살인
진실을 은폐하기 위해, 짐 존스 교주는 신도들에게 억지로 집단자살을 명했고, 무장경비원들에게 둘러싸인 신도들은 청산가리를 탄 음료를 마셨다. 일부 어린이들에게 강제로 독극물을 먹이기까지 했으며, 일부 신도들은 총을 맞거나 목이 졸리기도 했다. 존스 자신은 머리에 총을 맞은 채 발견되었는데, 살해인지 자살인지는 정확하게 알 수 없다.
존스는 사건 이전에 신도들을 대상으로 '하얀 밤'(white night)이라는 활동으로 수십 회에 걸쳐 집단 자살 연습을 시켰다. 1978년 11월 18일은 연습이 아니었던 것이다. 당시 이 집단자살로 총 914명이 죽었고 그 중 276명은 어린이였으며, 연령 최소 2세부터 최고 84세까지 다양한 연령대였다.

### 인민사원 집단자살 원인에 대한 분석

#### 현재 주장된 분석들
인민사원 신도들의 집단자살은 교주의 명령하에 자살행위까지도 기도할 수 있는 사이비 종교의 극단성을 보여주었기 때문에, 이에 대한 수많은 연구결과가 등장하였다. 현재 인민사원 집단자살을 연구한 이론들을 보면, 교주 짐 존스의 카리스마에 초점을 맞추어 설명하는 이론(비슷한 사례로 일제강점기에 활동했던 사이비종교 백백교의 교주 전용해도 카리스마로 신도들을 지배했던 것으로 알려져 있다.), 인민사원 신도들이 대부분 빈민층 출신이라 삶에 미련을 가지지 않았을 것이라는 이론, 교주의 말이라면 무조건 순종하는 사이비종교의 특징때문에 일어난 일로 보는 이론이 있다. 또한 인민사원 신도들은 젊은 여성이 어린이와 함께 음독자살한 일과 정글이라는 낯선 환경이 다른 신도들에게도 일종의 신드롬으로 영향을 주었을 것으로 보는 해석도 있다. 가이아나 정글이라는 낯선 환경, 그리고 주위 사람들이 같은 행동을 하는 유사한 환경에서는 다른 사람의 행동을 따라하는게 최선의 행동으로 여겨지기 때문에, 사이비 종교 신자들이 집단자살하는 비극이 벌어졌을 것이란 설명이다.

#### 대학살설
인민사원 신도였던 팀 카터(Tim Carter)의 주장에 의하면 존스 교주가 신도들을 모아놓고 집단 자살을 명령했는데, 당시 무장한 경비원들이 신도들 주위에 배치되었으며, 어린이들에게는 강제로 독극물을 먹였다고 한다. 허나, 팀 카터란 본인의 주장을 뒷받침한다고 제시한 근거란 것들이 빈약한 데다 정부의 학살 개입설, 은폐설을 지지하고 있는 것으로 보여 신빙성에 의심이 가는 증언이다.

## 기타
인민사원에 대한 가장 방대한 자료인 Alternative Considerations of Jonestown & Peoples Temple을 보면 1950년대 후반 존스 부부는 두 명의 한국 어린이를 입양했다는 기록이 나온다.

## 같이 보기
- 오대양 집단 자살 사건
- 홀로코스트 2(Eaten Alive by the Cannibals, 1980년) - '인민사원'과 유사한 내용의 컬트 공포영화